# DMX Krew

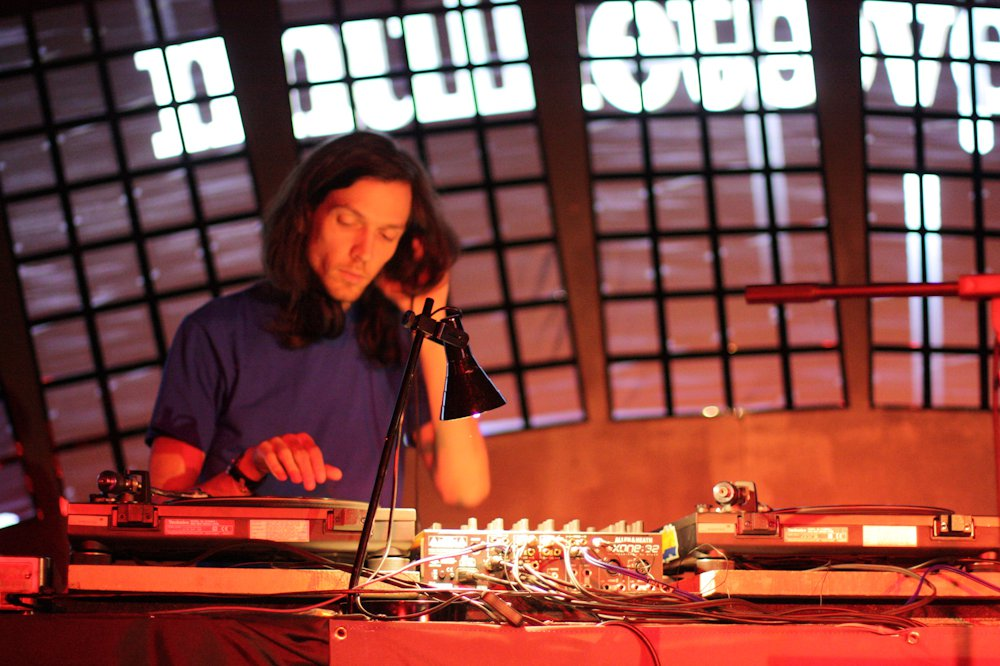
DMX Krew ShareConference 2012

DMX Krew (también conocido como EDMX) es el nombre artístico de Ed Upton. Ha publicado 5 álbumes largos en el sello de Aphex Twin, Rephlex Records, y numerosos singles y EP tanto para Rephlex como en su propio sello Breakin' Records. DMX Krew toca diferentes estilos de música electrónica, pero su sonido más característico está enraizado en el primer electro y en la cultura del breakdance. Su serie de EP "The Collapse of the Wave Function" tiende hacia un sonido más experimental.
A pesar de la similitud, el nombre de DMX Krew no tiene ningún tipo de conexión con el artista de hip hop DMX

## Discografía

### Álbumes
- Sound of the Street (1996)
- Ffressshh! (1997)
- Nu Romantix (1998)
- We are DMX (1999)
- The Collapse of the Wave Function LP (2004)
- Many Worlds (The Collapse Of The Wave Function Volume 4) (2005)
- The Transactional Interpretation (The Collapse Of The Wave Function Volume 5) (2005)
- Kiss Goodbye (2005)
- Wave:CD (2005)
- Wave Funk (2009)
- The March to the Stars (2010)
- "Standing Stones" (2014)

### EP y sencillos
- Got You on My Mind (1994)
- Cold Rockin' with the Krew (1996)
- DMX Bass/Rock Your Body (1997)
- You Can't Hide Your Love (1997)
- You Can't Hide Your Love Remixes (1997)
- Adrenalin Flow (1998)
- Party Beats (1998)
- Showroom Dummies (1998)
- 17 Ways to Break My Heart (1998)
- Smash Metal (1999, Double-7" con Chicks on Speed)
- Back to the Bass (1999)
- Seedy Films (2002)
- Soul Miner (2002)
- The Collapse of the Wave Function Volume 1 (2004)
- The Collapse of the Wave Function Volume 2 (2004)
- Body Destruction (2005)
- Snow Cub (2007)
- Ionospheric Exploration (2008)
- SH101 Triggers MS10 (2008)
- Bass Drop (2008)
- Bongard Problems (2009)
- Wave Funk Volume 1 (2009)